# 2018 год в боксе
2018 год в боксе.

## Профессиональный бокс

### Тяжёлый вес
- 3 марта  Деонтей Уайлдер победил TKO10  Луиса Ортиса и защитил титул чемпиона мира по версии WBC.

- 24 марта  Диллиан Уайт победил KO6 экс-чемпиона мира  Лукаса Брауна и защитил титул чемпиона по версии WBC Silver.
- 31 марта  Энтони Джошуа победил UD  Джозефа Паркера и объединил титулы чемпиона мира по версиям WBA (super), WBO, IBF и IBO.
- 31 марта  Александр Поветкин победил KO5  Дэвида Прайса и защитил титулы чемпиона по версиям WBA Inter-Continental и WBO International.
- 28 апреля  Джаррелл Миллер победил UD  Жоана Дюопа и завоевал статус обязательного претендента по версии WBA.
- 5 мая в бою-реванше экс-чемпион мира  Тони Беллью снова победил TKO5  Дэвида Хэйя.
- 28 июля  Диллиан Уайт победил UD  Джозефа Паркера и защитил титул чемпиона по версии WBC Silver и завоевал вакантный титул WBO International.
- 11 августа  Тревор Брайан победил TKO4  Би Джей Флореса и завоевал титул временного чемпиона мира по версии WBA.
- 18 августа экс-чемпион мира  Тайсон Фьюри победил UD  Франческо Пьянету и добился боя с чемпионом мира по версии WBC.
- 22 сентября  Энтони Джошуа победил TKO7  Александра Поветкина и защитил титулы чемпиона мира по версиям WBA (super), WBO, IBF и IBO.

- 29 сентября должен был состоятся бой между  Мануэлем Чарром и  Фресом Окендо за титул чемпиона мира по версиям WBA, но из-за провала Чарром допинг-теста, бой отменён.
- 27 октября  Кубрат Пулев победил UD  Хьюи Фьюри и завоевал статус обязательного претендента на титул чемпиона мира по версии IBF.
- 17 ноября  Джаррелл Миллер победил КО4  Богдана Дину и подтвердил статус обязательного претендента по версии WBA.
- 1 декабря  Деонтей Уайлдер свёл вничью SD бой с  Тайсоном Фьюри и защитил титул чемпиона мира по версии WBC.

- 22 декабря  Диллиан Уайт победил KO11  Дерика Чисору и защитил титулы WBC Sliver и WBO International.

### Первый тяжёлый вес
- 24 марта  Арсен Гуламирян победил TKO11  Риада Мерхи и завоевал вакантный титул временного чемпиона мира по версии WBA.
- 7 июля  Бейбут Шуменов победил RTD9  Хизни Алтункая и завоевал вакантный титул регулярного чемпиона мира по версии WBA.
- 7 сентября экс-чемпион мира  Денис Лебедев победил KO3  Хизни Алтункая.
- 20 октября  Арсен Гуламирян победил TKO9  Марка Флэнагана[англ.] и защитил титул временного чемпиона мира по версии WBA.
- 10 ноября  Александр Усик победил KO8  Тони Беллью и защитил титулы чемпиона мира по версиям WBC, WBA (super), WBO, IBF и The Ring.

#### World Boxing Super Series
В январе и феврале прошли полуфинальные поединки Всемирной боксёрской супер серии.
- 27 января  Александр Усик победил MD  Майриса Бриедиса и объединил титулы чемпиона мира по версиям WBO и WBC, и прошёл в финал турнира.

- 3 февраля  Мурат Гассиев победил TKO12  Юниера Дортикоса и объединил титулы чемпиона мира по версиям WBA и IBF, и прошёл в финал турнира.
- 21 июля  Александр Усик победил UD  Мурата Гассиева и объединил титулы чемпиона мира по версиям WBO (5-я защита Усика), WBC (1-я защита Усика), IBF (3-я защита Гассиева), WBA-Super (1-я защита Гассиева) став абсолютным чемпионом мира в первом тяжёлом весе. А также выиграл вакантный титул чемпиона мира по версии The Ring и кубок Мохаммеда Али.

#### World Boxing Super Series 2
В октябре стартовал второй сезон Всемирной боксёрской супер серии.
- 13 октября  Эндрю Табити победил UD  Руслана Файфера и завоевал звание обязательного претендента на титул чемпиона мира IBF, и прошёл в полуфинал турнира.
- 20 октября  Юниер Дортикос победил UD  Матеуша Мастернака и прошёл в полуфинал турнира.
- 10 ноября  Майрис Бриедис победил UD  Ноэля Гевора[англ.] и завоевал вакантный титул чемпиона по версии WBC Diamond, и прошёл в полуфинал турнира.
- 10 ноября  Кшиштоф Гловацкий победил UD  Максима Власова и завоевал титул временного чемпиона мира по версии WBO, и прошёл в полуфинал турнира.

### Полутяжёлый вес
- 3 марта  Сергей Ковалёв победил TKO7  Игоря Михалкина и защитил титул чемпиона мира по версии WBO.
- 3 марта  Дмитрий Бивол победил TKO12  Салливана Барреру и защитил титул чемпиона мира по версии WBA.
- 17 марта  Александр Гвоздик победил UD  Мехди Амара и завоевал титул временного чемпиона мира по версии WBC.
- 24 марта  Каро Мурат победил UD  Трэвиса Ривза и завоевал вакантный титул чемпиона мира по версии IBO.
- 19 мая  Адонис Стивенсон свёл вничью MD бой с  Баду Джеком и защитил титул чемпиона мира по версии WBC.
- 4 августа  Элейдер Альварес победил KO7  Сергея Ковалёва и завоевал титулы чемпиона мира по версиям WBO и IBA.
- 4 августа  Дмитрий Бивол победил UD  Айзека Чилембу и защитил титул чемпиона мира по версии WBA.
- 6 октября  Артур Бетербиев победил KO4  Каллума Джонсона и защитил титул чемпиона мира по версии IBF.
- 24 ноября  Дмитрий Бивол победил UD  Жана Паскаля и защитил титул чемпиона мира по версии WBA.

- 1 декабря  Александр Гвоздик победил KO11  Адониса Стивенсона и завоевал титул чемпиона мира по версии WBC.

### Второй средний вес
- 3 февраля  Хильберто Рамирес победил TKO6  Хабиба Ахмеда и защитил титул чемпиона мира по версии WBO.
- 17 февраля в бою реванше  Дэвид Бенавидес победил UD  Рональда Гэврила[англ.] и защитил титул чемпиона мира по версии WBC.
- 24 марта в бою реванше  Тайрон Цойге победил TKO2  Айзека Экпо[англ.] и защитил титул чемпиона мира по версии WBA.
- 7 апреля в бою реванше  Джеймс Дигейл победил UD  Калеба Труакса и отвоевал титул чемпиона мира по версии IBF.
- 30 июня  Хильберто Рамирес победил UD  Роамера Алексиса Ангуло[англ.] и защитил титул чемпиона мира по версии WBO.
- 14 июля  Рокки Филдинг победил TKO5  Тайрона Цойге и завоевал титул чемпиона мира по версии WBA.
- 14 декабря  Хильберто Рамирес победил MD  Джесси Харта и защитил титул чемпиона мира по версии WBO.
- 15 декабря  Сауль Альварес победил TKO3  Рокки Филдинга и завоевал титул чемпиона мира по версии WBA.

#### World Boxing Super Series
В феврале прошли полуфинальные поединки Всемирной боксёрской супер серии.
- 17 февраля  Джордж Гроувс победил UD  Криса Юбенка мл. объединил титулы чемпиона мира по версиям WBA (super) и IBO, и прошёл в финал турнира.
- 24 февраля  Каллум Смит победил UD  Неки Холзкена, и прошёл в финал турнира.
- 28 сентября  Каллум Смит победил KO7  Джорджа Гроувса и завоевал титул чемпиона мира по версиям WBA (super), и кубок Мохаммеда Али.

### Средний вес
- 15 апреля  Рёта Мурата победил TKO8  Эмануэле Бландамуру[англ.] и защитил титул чемпиона мира по версии WBA.
- 21 апреля  Джермалл Чарло победил KO2  Уго Сентено-младшего[англ.] и завоевал титул временного чемпиона мира по версии WBC.
- 5 мая  Геннадий Головкин победил KO2  Ванеса Мартиросяна и защитил титулы чемпиона мира по версиям WBC, WBA (super), и IBO.
- 15 сентября  Геннадием Головкиным проиграл MD12 Саулем Альваресом за титул чемпиона мира по версиям WBC, WBA (super) и The Ring и потерпел первое поражение в профессиональной карьере.
- 20 октября  Деметриус Андраде победил UD  Уолтера Каутондокву и завоевал вакантный титул чемпиона мира по версии WBO.
- 20 октября  Роб Брант победил UD  Рёту Мурату и завоевал титул чемпиона мира по версии WBA.
- 27 октября  Дэниель Джейкобс победил SD  Сергея Деревянченко и завоевал вакантный титул чемпиона мира по версии IBF.
- 22 декабря  Джермалл Чарло победил UD  Матвея Коробова и защитил титул временного чемпиона мира по версии WBC.

### Второй полусредний (первый средний вес)
- 10 марта  Брайан Кастано победил TKO12  Седрика Виту[англ.] и защитил титул чемпиона мира по версии WBA.
- 24 марта  Мишель Соро победил UD  Джона Веру и завоевал титул временного чемпиона мира по версии WBA.
- 7 апреля  Джарретт Хёрд победил SD  Эрисланди Лару и объединил титулы чемпиона мира по версиям IBF, WBA (super) и IBO.
- 12 мая  Хайме Мунгия победил TKO4  Садама Али и завоевал титул чемпиона мира по версии WBO.
- 9 июня  Джермелл Чарло победил MD  Остина Траута и защитил титул чемпиона мира по версии WBC.
- 21 июля  Хайме Мунгия победил UD  Лиама Смита и защитил титул чемпиона мира по версии WBO.
- 1 декабря  Джарретт Хёрд победил KO4  Джейсона Уэлборна[англ.] и защитил титулы чемпиона мира по версиям IBF, WBA (super) и IBO.
- 22 декабря  Тони Харрисон победил UD  Джермелла Чарло и завоевал титул чемпиона мира по версии WBC.

### Полусредний вес
- 20 января  Эррол Спенс победил RTD7  Ламонта Питерсона и защитил титул чемпиона мира по версии IBF.
- 27 января  Лукас Матиссе победил KO8  Теву Кирама[англ.] и завоевал вакантный титул чемпиона мира по версии WBA.
- 9 июня  Теренс Кроуфорд победил TKO9  Джеффа Хорна и завоевал титул чемпиона мира по версии WBO.
- 16 июня  Эррол Спенс победил KO1  Карлоса Окампо[англ.] и защитил титул чемпиона мира по версии IBF.
- 15 июля  Мэнни Пакьяо победил TKO7  Лукаса Матиссе и завоевал титул чемпиона мира по версии WBA.
- 8 сентября  Шон Портер победил UD  Дэнни Гарсию и завоевал вакантный титул чемпиона мира по версии WBC.
- 13 октября  Теренс Кроуфорд победил TKO12  Хосе Бенавидеса и защитил титул чемпиона мира по версии WBO.

### Первый полусредний вес (второй лёгкий)
- 9 марта  Реджис Прогрейс победил TKO2  Джулиуса Индонго и завоевал титул временного чемпиона мира по версии WBC.
- 10 марта в бою-реванше  Кирилл Релих победил UD  Рансеса Бартелеми и завоевал вакантный титул чемпиона мира по версии WBA.
- 10 марта  Мигель Гарсия победил UD  Сергея Липинца и завоевал титул чемпиона мира по версии IBF.
- 17 марта  Хосе Рамирес победил UD  Амира Имама и завоевал вакантный титул чемпиона мира по версии WBC.
- 9 июня  Морис Хукер победил SD  Терри Флэнагана и завоевал вакантный титул чемпиона мира по версии WBO.
- 14 июля  Реджис Прогрейс победил TKO8  Хуана Хосе Веласко и защитил титул временного чемпиона мира по версии WBC.
- 14 сентября  Хосе Рамирес победил UD  Антонио Ороско[англ.] и защитил титул чемпиона мира по версии WBC.
- 16 ноября  Морис Хукер победил TKO7  Алекса Сауседо и защитил титул чемпиона мира по версии WBO.

#### World Boxing Super Series
В октябре стартовал второй сезон Всемирной боксёрской супер серии, впервые в данной весовой категории.
- 7 октября  Кирилл Релих победил UD  Эдуарда Трояновского, защитил титул чемпиона мира по версии WBA и прошёл в полуфинал турнира.
- 27 октября  Иван Баранчик победил RTD7  Энтони Игита[англ.], завоевал вакантный титул чемпиона мира по версии IBF и прошёл в полуфинал турнира.
- 27 октября  Реджис Прогрейс победил UD  Терри Флэнагана, защитил титул чемпиона по версии WBC Diamond и прошёл в полуфинал турнира.
- 3 ноября  Джош Тейлор победил TKO7  Райана Мартина[англ.], защитил титул чемпиона по версии WBC Silver и прошёл в полуфинал турнира.

### Лёгкий вес
- 20 января  Роберт Истер-младший победил SD  Хавьера Фортуну и защитил титул чемпиона мира по версии IBF.
- 27 января  Хорхе Линарес победил UD  Мерсито Гесту[англ.] и защитил титул чемпиона мира по версии WBA.
- 16 февраля  Раймундо Бельтран победил UD  Паулуса Мозеса и завоевал вакантный титул чемпиона мира по версии WBO.
- 12 мая  Василий Ломаченко победил TKO10  Хорхе Линареса и завоевал титул чемпиона мира по версии WBA.
- 28 июля  Мигель Гарсия победил UD  Роберта Истера мл. и объединил титулы чемпиона мира по версиям WBC и IBF.
- 25 августа  Хосе Педраса победил UD  Раймундо Бельтрана и завоевал титул чемпиона мира по версии WBO.
- 8 декабря  Василий Ломаченко победил UD  Хосе Педрасу и объединил титулы чемпиона мира по версиям WBA и WBO.

### Второй полулёгкий (первый лёгкий) вес
- 10 февраля  Мигель Берчельт победил TKO3  Максвелла Авуку и защитил титул чемпиона мира по версии WBC.
- 21 апреля  Джервонта Дэвис победил TKO3  Хесуса Куэльяра и завоевал титул чемпиона мира по версии WBA Super.
- 23 июня  Мигель Берчельт победил TKO3  Джонатана Виктора Барроса[англ.] и защитил титул чемпиона мира по версии WBC.
- 21 июля  Альберто Мачадо победил UD  Рафаеля Менса и защитил титул чемпиона мира по версии WBA.
- 28 июля  Масаюки Ито победил UD  Кристофера Диаса[англ.] и завоевал вакантный титул чемпиона мира по версии WBO.
- 3 августа  Тевин Фармер[англ.] победил UD  Билли Диба и завоевал вакантный титул чемпиона мира по версии IBF.
- 20 октября  Тевин Фармер[англ.] победил KO5  Джеймса Теннисона[англ.] и защитил титул чемпиона мира по версии IBF.
- 27 октября  Альберто Мачадо победил UD  Юандейла Эванса и защитил титул чемпиона мира по версии WBA.
- 3 ноября  Мигель Берчельт победил TKO9  Мигеля Романа[англ.] и защитил титул чемпиона мира по версии WBC.
- 15 декабря  Тевин Фармер[англ.] победил UD  Франсиско Фонсеку[англ.] и защитил титул чемпиона мира по версии IBF.
- 30 декабря  Масаюки Ито победил UD  Евгения Чупракова и защитил титул чемпиона мира по версии WBO.

### Полулёгкий вес
- 10 марта  Оскар Вальдес победил UD  Скотта Куигга и защитил титул чемпиона мира по версии WBO.
- 21 апреля  Карл Фрэмптон победил UD  Нонито Донэра и завоевал титул временного чемпиона мира по версии WBO.
- 19 мая  Гэри Расселл-младший победил UD  Джозефа Диаса и защитил титул чемпиона мира по версии WBC.
- 19 мая  Джош Уоррингтон[англ.] победил SD  Ли Селби и завоевал титул чемпиона мира по версии IBF.
- 9 июня  Лео Санта Крус победил UD  Абнера Мареса и защитил титул чемпиона мира по версии WBA (super).
- 15 июля  Джек Тепора победил TKO9  Эдивальдо Ортегу и завоевал титул временного чемпиона мира по версии WBA.
- 11 августа  Джозеф Диас победил UD  Хесуса Рохаса[англ.] но не смог завоевать титул чемпиона мира по версии WBA из-за превышения лимита веса. Титул остался у Рохаса.
- 18 августа  Карл Фрэмптон победил TKO9  Люка Джексона[англ.] и защитил титул временного чемпиона мира по версии WBO.
- 22 декабря  Джош Уоррингтон[англ.] победил UD  Карла Фрэмптона и защитил титул чемпиона мира по версии IBF.

### Второй легчайший вес
- 6 января  Айзек Догбо победил TKO5  Сезара Хуареса и завоевал титул временного чемпиона мира по версии WBO.
- 28 февраля  Даниэль Роман победил UD  Рё Мацумото и защитил титул чемпиона мира по версии WBA.
- 1 марта  Рёсукэ Иваса победил UD  Эрнесто Саулонга и защитил титул чемпиона мира по версии IBF.
- 28 апреля  Айзек Догбо победил KO11  Джесси Магдалено и завоевал титул чемпиона мира по версии WBO.
- 12 мая  Рей Варгас победил UD  Азата Ованнисяна и защитил титул чемпиона мира по версии WBC.
- 16 июня  Даниэль Роман победил UD  Моисеса Флореса[англ.] и защитил титул чемпиона мира по версии WBA.
- 16 августа  Ти Джей Дохени победил UD  Рёсукэ Ивасу и завоевал титул чемпиона мира по версии IBF.
- 25 августа  Айзек Догбо победил TKO1  Хидэнори Отакэ и защитил титул чемпиона мира по версии WBO.
- 6 октября  Даниэль Роман победил TKO10  Гэвина Макдоннела[англ.] и защитил титул чемпиона мира по версии WBA.
- 12 ноября  Томоки Камэда победил UD  Абигейла Медину и завоевал титул временного чемпиона мира по версии WBC.
- 8 декабря  Эмануэль Наваррете победил UD  Айзека Догбо и завоевал титул чемпиона мира по версии WBA.

### Легчайший вес
- 1 марта  Луис Нери второй раз в карьере, победил TKO2  Синсукэ Яманаку в бою за вакантный титул чемпиона мира по версии WBC. Титул был на кону только для Яманаки так как Нери не вложился в вес.
- 21 апреля  Золани Тете победил UD  Омара Андреса Нарваэса и защитил титул чемпиона мира по версии WBO.
- 5 мая  Эммануэль Родригес победил UD  Пола Батлера и завоевал вакантный титул чемпиона мира по версии IBF.
- 25 мая  Наоя Иноуэ победил TKO1  Джейми МакДоннелл и завоевал титул чемпиона мира по версии WBA.
- 30 декабря  Такума Иноуэ победил UD  Тасану Салапата и завоевал титул временного чемпиона мира по версии WBC.

#### World Boxing Super Series
В октябре стартовал второй сезон Всемирной боксёрской супер серии, впервые в данной весовой категории.
- 7 октября  Наоя Иноуэ победил KO1  Хуана Карлоса Пайано, защитил титул чемпиона мира по версии WBA и прошёл в полуфинал турнира.
- 13 октября  Золани Тете победил UD  Михаила Алояна, защитил титул чемпиона мира по версии WBO и прошёл в полуфинал турнира.
- 20 октября  Эммануэль Родригес победил SD  Джейсона Молони, защитил титул чемпиона мира по версии IBF и прошёл в полуфинал турнира.
- 3 ноября  Нонито Донэр победил RTD 4  Райана Барнетта[англ.] и завоевал титул чемпиона мира по версии WBA (super) и вакантный титул чемпиона по версии WBC Diamond, и прошёл в полуфинал турнира.

### Второй наилегчайший вес
- 3 февраля  Джервин Анкахас победил TKO10  Исраэля Гонсалеса[англ.] и защитил титул чемпиона мира по версии IBF.
- 24 февраля  Срисакет Сор Рунгвисаи победил MD  Хуана Франсиско Эстраду и защитил титул чемпиона мира по версии WBC.
- 26 мая  Халид Яфай победил RTD7  Давида Кармону и защитил титул чемпиона мира по версии WBA.
- 26 мая  Жервин Анкажас победил UD  Жонаса Султана[англ.] и защитил титул чемпиона мира по версии IBF.
- 8 сентября  Донни Ньетес свёл вничью SD бой с  Астоном Паликте за вакантный титул чемпиона мира по версии WBO.
- 6 октября  Срисакет Сор Рунгвисаи победил UD  Ирана Диаса и защитил титул чемпиона мира по версии WBC.
- 24 ноября  Халид Яфай победил UD  Исраэля Гонзалеза[англ.] и защитил титул чемпиона мира по версии WBA.
- 31 декабря  Донни Ньетес победил SD  Кадзуто Иоку и завоевал вакантный титул чемпиона мира по версии WBO.

### Наилегчайший вес
- 4 февраля  Дайго Хига победил KO1  Моисеса Фуэнтеса[англ.] и защитил титул чемпиона мира по версии WBC.
- 24 февраля  Артём Далакян победил UD  Брайана Вилорию и завоевал вакантный титул чемпиона мира по версии WBA.
- 24 февраля  Донни Ньетес победил KO7  Хуана Карлоса Ревеко и защитил титул чемпиона мира по версии IBF.
- 15 апреля  Кристофер Росалес[англ.] победил TKO9  Дайго Хига и завоевал вакантный титул чемпиона мира по версии WBC.
- 17 июня  Артём Далакян победил TKO8  Сиричаи Таийена и защитил титул чемпиона мира по версии WBA.
- 15 июля  Морути Мталане победил UD  Мухаммада Васима[англ.] и завоевал вакантный титул чемпиона мира по версии IBF.
- 27 июля  Шо Кимура победил KO6  Фроилана Салюдара и защитил титул чемпиона мира по версии WBO.
- 18 августа  Кристофер Росалес[англ.] победил KO4  Пэдди Барнса и защитил титул чемпиона мира по версии WBC.
- 24 сентября  Косэй Танака победил MD  Шо Кимуру и завоевал титул чемпиона мира WBO.
- 15 декабря  Артём Далакян победил TKO5  Грегорио Леброна и защитил титул чемпиона мира по версии WBA.
- 31 декабря  Морути Мталане победил TKO10  Масахиро Сакамото и защитил титул чемпиона мира по версии IBF.

### Первый наилегчайший вес
- 18 марта  Карлос Канисалес[англ.] победил UD  Рею Кониши и завоевал вакантный титул чемпиона мира по версии WBA.
- 20 мая  Хекки Бадлер победил UD  Рёити Тагути и завоевал титулы чемпиона мира по версиям WBA (super) и IBF.
- 25 мая в бою реванше  Кен Сиро победил KO2  Ганигана Лопеза[англ.] и защитил титул чемпиона мира по версии WBC.
- 16 июня  Анхель Акоста победил TKO12  Карлоса Буйтрахо[англ.] и защитил титул чемпиона мира по версии WBO.
- 15 июля  Карлос Канисалес[англ.] победил TKO12  Люй Биня и защитил титул чемпиона мира по версии WBA.
- 7 октября  Кен Сиро победил TKO7  Милана Мелиндо[англ.] и защитил титул чемпиона мира по версии WBC.
- 13 октября  Анхель Акоста победил KO2  Абрахама Родригеса и защитил титул чемпиона мира по версии WBO.
- 29 октября  Феликс Альварадо победил TKO7  Рэнди Петалкорина и завоевал вакантный титул чемпиона мира по версии IBF.
- 30 декабря  Кен Сиро победил UD  Сауля Хуареса[англ.] и защитил титул чемпиона мира по версии WBC.
- 31 декабря  Хирото Кёгути победил UD  Хекки Бадлера и завоевал титул чемпиона мира по версии WBA (super).

### Минимальный вес
- 6 марта  Нокаут Си-Пи Фрешмарт победил UD  Тото Ландеро[англ.], и защитил титул чемпиона мира по версии WBA.
- 18 марта  Рюя Яманака победил RTD8  Мойсеса Каллероса и защитил титул чемпиона мира по версии WBO.
- 2 мая  Ваенхонг Менайотин победил KO5  Лероя Эстраду и защитил титул чемпиона мира по версии WBC.
- 20 мая  Хирото Кёгути победил UD  Винса Параса, и защитил титул чемпиона мира по версии IBF.
- 13 июля  Вик Салудар победил UD  Рюя Яманаку и завоевал титул чемпиона мира по версии WBO.
- 27 июля  Нокаут Си-Пи Фрешмарт победил UD  Сюн Чжаочжуна, и защитил титул чемпиона мира по версии WBA.
- 29 августа  Ваенхонг Менайотин победил UD  Педро Тадурана и защитил титул чемпиона мира по версии WBC.
- 29 ноября  Нокаут Си-Пи Фрешмарт победил UD  Байрона Рохаса[англ.], и защитил титул чемпиона мира по версии WBA.
- 1 декабря  Карлос Ликона победил SD  Марка Барригу, и завоевал вакантный титул чемпиона мира по версии IBF.

## PPV шоу
Список боксёрских мероприятий прошедших по системе платных трансляций.
25 августа в  Манчестере, Великобритания, состоялся любительский бой между YouTube-блогерами  Оладжидом Олатунджи (KSI) и  Логаном Полом. На кону стоял титул чемпиона YouTube. Данное событие продавалось за 7,5 £ или 10 $, и было куплено 5,245 млн данной трансляции, что принесло прибыль за одно только PPV уже 52 450 000 $.

### США
| № | Дата        | Место проведения       | Главный поединок и основной андеркарт                                                                                  | Телеканал | Количество покупок ppv  | доходы с ppv | доходы с билетов |
| 1 | 15 сентября | Лас Вегас, Невада, США | Сауль Альварес— Геннадий Головкин 2 Давид Лемье—Гэри О’Салливан Хайме Мунгия—Брєндон Кук Роман Гонсалес—Моисес Фуентес | HBO       | (60$ за SD., 70$ за HD) |              |                  |

### Великобритания
| №  | Дата        | Место проведения           | Главный поединок и основной андеркарт                                                                                  | Телеканал  | Количество покупок ppv | доходы с ppv | доходы с билетов |
| 1  | 17 февраля  | Манчестер, Великобритания. | Джордж Гроувс — Крис Юбэнк мл. Райан Уолш—Айзек Лоу                                                                    | ITV        | (17 £ или 20 €)        |              |                  |
| 2  | 24 февраля  | Нюрнберг, Германия.        | Каллум Смит — Никки Хольцкен Дмитрий Чудинов—Сергей Хомицкий                                                           | ITV        | (10 £ или 13 €)        |              |                  |
| 3  | 31 марта    | Лондон, Великобритания.    | Энтони Джошуа — Джозеф Паркер Александр Поветкин—Дэвид Прайс Райан Барнетт—Йонфрес Парео                               | Sky Sports | 1 457 000 (20 £ за HD) |              |                  |
| 4  | 5 мая       | Лондон, Великобритания.    | Дэвид Хей — Тони Беллью 2 Джон Райдер—Джейми Кокс Пол Батлер—Эммануэль Родригес                                        | Sky Sports | 775 000 (17 £ за HD)   |              |                  |
| 5  | 21 июля     | Москва, Россия.            | Александр Усик — Мурат Гассиев Майрис Бриедис—Брэндон Деслауэр Фёдор Чудинов—Наджиб Мохаммеди                          | ITV        | (10 £ или 13 €)        |              |                  |
| 6  | 28 июля     | Лондон, Великобритания.    | Диллиан Уайт — Джозеф Паркер Дерек Чисора—Карлос Такам Кэти Тейлор—Эммануэль Родригес                                  | Sky Sports | 474 000 (17 £ за HD)   |              |                  |
| 7  | 15 сентября | Лас Вегас, Невада, США     | Сауль Альварес— Геннадий Головкин 2 Давид Лемье—Гэри О’Салливан Хайме Мунгия—Брєндон Кук Роман Гонсалес—Моисес Фуентес | BT Sport   | (17 £ за HD)           |              |                  |
| 8  | 22 сентября | Лондон, Великобритания.    | Энтони Джошуа — Александр Поветкин Люк Кэмпбелл—Иван Менди Мэтти Аскин—Лоуренс Околе                                   | Sky Sports | (20 £ за HD)           |              |                  |
| 9  | 28 сентября | Джидда, Саудовская Аравия. | Джордж Гроувс — Каллум Смит ТВА—ТВА                                                                                    | ITV        | (17 £ или 20 €)        |              |                  |
| 10 | 10 ноября   | Лондон, Великобритания.    | Александр Усик — Тони Беллью TBA—TBA                                                                                   | Sky Sports | (20 £ за HD)           |              |                  |

## Рекорды и значимые события
- 12 мая  Василий Ломаченко победил TKO10  Хорхе Линареса и стал чемпионом мира в третей для себя весовой категории. Этим достижением был поставлен рекорд — Ломаченко стал чемпионом мира в трёх весовой категории всего за 12 поединков на профи ринге. (Предыдущий рекорд был установлен в 2015 году японским боксёром Кадзуто Иока, который стал чемпионом мира в трёх весах за 18 поединков).
- 12 июня британский боксёр супертяжёлой весовой категории Дэвид Хэй чемпион мира в двух весовых категориях объявил о завершении профессиональной карьеры[1].
- 21 июля  Александр Усик победил UD12  Мурата Гассиева и стал абсолютным чемпионом мира. Усик стал четвёртым боксёром в истории который завоевал все четыре чемпионских пояса (WBA, WBC, IBF и WBO)
- 25 августа в Великобритании состоялся уникальный поединок по правилам любительского бокса. YouTube-видеоблогеры Логан Пол и KSI провели PPV—поединок за титул чемпиона YouTube. Данный бой транслировался на платформе YouTube за 10$ и в прямом эфире его посмотрели 860 000 человек. За последующие дни цифра просмотров превысила 5 245 000 покупок, что сделало его самым продаваемым поединком в истории бокса. Через неделю видео было опубликовано на официальном канале бесплатно.
- 29 августа  Ваенхонг Менайотин победив  Педро Тадурана добыл 51-ю победу при 0 поражений, и в случае ухода на пенсию с сохранением «чистого послужного списка», превзойдёт рекорд Флойд Мейвезера, который завершил карьеру с рекордом 50-0.
- 24 сентября 23-летний  Косэй Танака победил соотечественника Шо Кимуру и завоевал титул чемпиона мира в третей для себя весовой категории в 12-м бою на профи ринге, и стал вторым человеком в истории наряду с Василием Ломаченко, который установил этот рекорд.

### Награды
- Боксёр года —
- Бой года —
- Нокаут года —
- Апсет года —
- Возвращение года —
- Событие года —
- Раунд года —
- Проспект года —

### Умершие
- 21 января в возрасте 75 лет, умер тайский боксёр выступавший в наилегчайшей (Flyweight) весовой категории. Чемпион мира по версиям ВБА (WBA) и ВБС (WBC) — Чарчай Чионой[2].
- 9 февраля на 85 году жизни умер польский боксёр легчайшей и полулёгкой весовых категорий. Бронзовый призёр летних Олимпийских игр в Мельбурне — Хенрик Недзведзкий[3].
- 11 марта на 82 году жизни умер новозеландский боксёр лёгкой весовой категории. Двукратный бронзовый призёр Игр Содружества (1958, 1962) — Пэдди Донован[4].
- 30 марта на 88 году жизни умер итальянский боксёр лёгкой весовой категории. Чемпион летних Олимпийских игр в Хельсинки — Аурельяно Болоньези[5].
- 20 июня на 71 году жизни умер канадский боксёр тяжёлой весовой категории. Чемпион Северной Америки — Кэрролл Морган[6].
- 1 октября на 55 году жизни умер немецкий профессиональный боксёр полутяжёлой весовой категории. Чемпион мира по версии WBC — Грациано Роккиджани[7].
- 3 октября на 60 году жизни умер советский и российский тренер по боксу. Заслуженный тренер России — Валерий Энтальцев[8].
- 7 октября на 47 году жизни умер канадский боксёр-профессионал супертяжёлой весовой категории. Чемпион провинции Квебек и чемпион Канады — Патрис Л’Эро[9].
- 26 октября на 70 году жизни умер кенийский боксёр полусредней весовой категории. Бронзовый призёр летних Олимпийских игр в Мюнхене — Ричард Мурунга[10].
- 24 ноября на 49 году жизни умер нигерийский и канадский боксёр тяжёлой весовой категории. Серебряный призёр летних Олимпийских игр в Атланте — Дэвид Дефиагбон[11].
- 3 декабря на 48 году жизни умер немецкий боксёр-профессионал второй средней весовой категории. Чемпион мира по версии ВБС (WBC) — Маркус Байер[12].